# Джеймс, Кент
Кент Бредли Джеймс (англ. Kent Bradley James; родился 30 апреля 1964 года ) — американский певец, музыкант, актёр и ЛГБТ-активист.

## Биография
Родился в Огдене, Юта. Окончил Университет Юты.

## Карьера
В 2000 году Джеймс начал исполнять панк-рок под вымышленным альтер эго "Ник Нейм". В 2001 году он исполнил свои оригинальные песни "Head Rush" и "I Fucked Your Boyfriend" в эпизоде сериала MTV «Щелчок». В 2002 году Джеймс совершил тур по западному побережью США. В 2003 году на неделе Уиллметта в Портленде, что "если бы Курт Кобейн остался подольше взаперти, он звучал бы как «Ник Нейм»". Песня Джеймса "Who's Your Daddy?" стала «лучшим музыкальным клипом» канала «Manhattan Neighborhood Network». Нейм выпустил кавер-версию "Physical" вместе с Оливией Ньютон-Джон. Они выступили на фестивале «Sunset Junction Street Fair» в Лос-Анджелесе.
В 2004 году вышел документальный фильм «Ник Нейм и норма», премьера которого состоялась в Лондоне. Также фильм был показан в Нью-Йорке, Португалии, Бразилии, Далласе и в Провиденсе, штат Род-Айленд. Нейм сыграл камео-роль в фильме «Одержимый» и написал песни "Porno Di Giorno" и "Who's Your Daddy?" для саундтрека. В 2007 году Нейм выпустил альбом «Кент Джеймс: десятилетняя грязь (1997-2007)». Этот альбом является самым продаваемым в жанре «Queercore». В 2008 году Кент Джеймс на гей-параде в Сан-Франциско выступил с певицей Lady Gaga.
В 2010 году Джеймс выступил в Сан-Франциско в качестве нового вокалиста в рок-группе "Heavy Liquid". Позже группа выпустила одноимённый альбом. Также Кент выступает в гей-клубах «Club 916» и «Grant & Green Saloon in North Beach» в Сакраменто.

## Дискография
- 1997: Paperback Romeo
- 1999: Guilty Pleasures
- 2001: Nick Name
- 2002: Nick Name: POW!
- 2010: Heavy Liquid